# Stefan Lundgren (konstnär)
Stefan Lundgren, född 1968, är en svensk gallerist och konstnär, sedan 2006 verksam på Mallorca.

## Biografi
Stefan Lundgren är uppvuxen i Eslöv. Han utbildade sig på School of Visual Arts i New York från 1994. Han bodde i Eslöv till 2002 och därefter till 2006 i Troentorp nära Kattvik. Han bor sedan 2006 i Palma de Mallorca, där han sedan 2011 driver galleriet Stefan Lundgren Gallery tillsammans med sin fru, konstnären Pärnilla Lundgren. Galleriet har även en "residential function" Mallorca Landings, där kostnärer knutna till galleriet eller dess projekt kan bo en kortare eller längre tid.

## Offentliga verk i urval
- Modus Vivendi, Norrevångsskolan i Eslöv
- Splash splash akrylplastskivor och fotografier, entrén till Karlsrobadet i Eslöv

## Utställningar
- 3–25 september 2011 – "Eslov Wide shut" [4]
- 2–28 mars 2012 – Stefan Lundgren, nya verk, Gallerie Leger, Malmö [5]